# Valentin Žun
Valentin Žun, slovenski pravnik in finančni strokovnjak, * 20. februar 1873, Trboje, † 19. oktober 1918, Ljubljana.

## Življenje in delo
Valentin (Zdravko) Žun se je rodil v Trbojah pri Smledniku v kmečki družini Lovrencu in Mariji Žun, umrl je v Ljubljani ob epidemiji španske gripe. Ljudsko šolo je obiskoval v Smledniku in Ljubljani, tu kot gojenec Alojzijevišča tudi klasično gimnazijo (1885–1893). V letih 1894–1899 je študiral pravo na Dunaju, se preživljal z inštrukcijami in si nakopal pljučno bolezen. Diplomiral je leta 1899. Zanimal se je zlasti za narodno gospodarstvo in finančno vedo, zato je po diplomi stopil v finančno službo. Kot finančni uradnik je služboval v Litiji, Črnomlju (1900-1903) Radovljici (1903-1908). Leta 1904 je bil tu izvoljen za občinskega odbornika in si pod vodstvom župana Janka Vilfana prizadeval, da bi Radovljica dobila vodovod. Iz političnih razlogov je bil 1908 premeščen v Logatec. Ker je ostrejše podnebje slabo vplivalo na njegovo zdravje, je 1910 zaprosil in bil premeščen na Dunaj na finančno ministrstvo. Tu je delal v cenzurnem oddelku za odmero davkov delniških družb hranilnic in posojilnic za Kranjsko, Primorsko, Dalmacijo in Bukovino. To službo je lahko opravljal, saj je obvladal več jezikov (srbohrvaščino, češčino, ruščino, poljščino, francoščino, italijanščino in romunščino). Zaradi slabega zdravja je 1914 ponovno zaprosil za premestitev na Kranjsko in prišel na finančno ravnateljstvo v Ljubljano, kjer je 1917 postal finančni svetnik.
Objavil je več knjig s področja narodnega gospodarstva in javnih financ: Osebna dohodnina (1905), Obdavčba pridobitnih in gospodarskih zadrug (1913), Dohodnina (1914), ter številne članke v slovenskem tisku. V Radovljici je bil prizadeven član podružnice Slovenskega planinskega društva in 1908 imenovan za častnega občana Radovljice.